# 文化地理学
文化地理学（英語：Cultural geography），是研究人类文化的空间组合，人类活动所创造的文化在起源、传播、宗教、经济、政府方面与环境的关系的学科。文化地理学的研究，旨在探讨各地区人类社会的文化定型活动，人们对景观的开发利用和影响，人类文化在改变生态环境过程中所起的作用，以及该地区区域特性的文化继承性，也就是研究人类文化活动的空间变化。文化地理學是人文地理學的重要分支，也和文化研究領域有高度相關。

## 领域

雅加达的全球化和商城文化

文化地理学的研究领域非常广阔。其研究领域包括有：
- 全球化已经被理论化为文化趋同的解释[2]
- 西方化或其他类似过程如现代化、美国化、伊斯兰化和其他特点[3]
- 通过文化帝国主义传播的文化霸权或文化同化
- 文化地域差异，即生活方式包括思想、差异研究的态度、语言、行为、制度和权力结构和整个地域文化的实践范围[4]
- 人文景观（英语：cultural landscape）[5][6]和文化生态（英语：cultural ecology）
- 其他主题包括有场所精神（英语：spirit of place）、殖民主义、后殖民主义、国际主义、移民、移居、生态旅游。

## 历史
文化地理学的历史可以追溯到古代地理学家如托勒密或斯特拉波；然而它作为一门学术学科，是在20世纪早期引入，以取代此前统治地理学的环境决定论，后者主张人类和社会均由其所在的自然环境所控制。文化地理学并非研究环境差距所引起的预决性，它对人文景观更有兴趣。这一趋势由加州大学伯克利分校卡尔·苏尔所领导，该领域也长期由美国所主导。
苏尔将景观定义为地理学的研究单元。他认为文化和社会均与其创造的景观相辅相成，使得自然景观与人类创造的人文景观相映。他的研究具有高度的定性研究和描述性，并超过1930年代理查德·哈特向的区域地理学，后者跟随計量革命获得长足发展。文化地理学曾是边缘学科，尽管大量地理学作家比如大卫‧罗温索大量促使人文景观的发展。
在1970年代，对于实证主义地理学的批判促使地理学家寻求超过定量研究的发展，包括文化地理学的一些领域从而得以重新评估。然而，在许多地理分支学科中，后实证主义文化地理学继续扮演着重要的角色。

## 变革
1980年代以来，一类“新文化地理学”（new cultural geography）开始出现，它基于不同的理论传统，包括马克思主义政治经济模型、女性主义理论、后殖民主义理论、后结构主义和精神分析。
特别是它吸取了欧洲的米歇尔·福柯和表演性理论，和更多样化的后殖民理论，有一种协调一致的努力试图解构文化背后的各种权力关系。比如身份政治与身份建构所体现的某一特定地区的利益。
一类研究领域包括：
- 女性主义地理学（英语：Feminist geography）
- 儿童地理学
- 部分旅游地理
- 行为地理学
- 性与空间（英语：Sexuality and space）
- 部分政治地理学
- 音乐地理学

一些新文化地理学的学者开始反思自我批判，认为此前身份和空间的观点是静态的。它遵循了后结构主义者对于福柯的批评，比如米歇尔·德·塞都和吉尔·德勒兹。在这个领域中，非代表性地理学和人口流动学研究成为主流。其他学者也有尝试将这些批评融入到新文化地理学中。

## 延伸阅读
- Carter, George F. Man and the Land. A Cultural Geography. New York: Holt, Rinehart & Winston, 1964.
- Tuan, Yi-Fu. 2004. "CENTENNIAL FORUM: Cultural Geography: Glances Backward and Forward". Annals of the Association of American Geographers. 94 (4): 729-733.